# Murutinga do Sul (ort)
Murutinga do Sul är en ort i Brasilien.   Den ligger i kommunen Murutinga do Sul och delstaten São Paulo, i den södra delen av landet, 700 km sydväst om huvudstaden Brasília. Murutinga do Sul ligger 413 meter över havet och antalet invånare är 4 186.
Terrängen runt Murutinga do Sul är platt. Närmaste större samhälle är Andradina, 15,1 km nordväst om Murutinga do Sul.
Omgivningarna runt Murutinga do Sul är huvudsakligen savann. Runt Murutinga do Sul är det glesbefolkat, med 15 invånare per kvadratkilometer.